# Reserva zoológica de Taman–Zaporojskaya
A reserva zoológica de Taman–Zaporojskaya (em russo:  Тама́но-Запоро́жский зоологический заказник, transl. Tamáno-Zaporójskiy zoologicheskiy zakaznik) é um santuário zoológico federal de importância nacional da Rússia, localizado na baía de Taman, raion de Temryuksky, krai de Krasnodar.
A reserva tem uma área de 30 000 hectares (300 km²) e os seus limites passam por vários assentamentos: Ilich, Batareyka, Zaporojskaya, Beregovoy, Malyy Kut, Rubanova Kosa, Tatarskiy, Sennaya, Primorskiy e Taman, além do lado sudeste da península de Tuzla, do lado noroeste da península de Chushka, na costa do mar de Azov. Cerca de 79,79 % da reserva é composta por territórios marinhos, enquanto 20,21 % são planícies elevadas.

## História
A reserva zoológica federal de Taman–Zaporojskaya foi criada por decisão do Comité Executivo do Conselho Regional de Deputados do Povo de Krasnodar em 13 de outubro de 1967, unindo as reservas de Taman (18 000 ha (180 km²)) e Zaporojskaya (12 000 ha (120 km²)). Os limites da reserva foram descritos no anexo à decisão do Comité n.º 64 de 5 de fevereiro de 1986, e em 1989, o prazo da decisão sobre os limites em termos dere atribuição de territórios a reservas zoológicas estaduais foi prorrogado até 2020 pelo decreto n.º 371 do chefe da administração do krai de Krasnodar de 6 de julho de 1998.
Por ordem do Governo da Federação Russa n.º 591-r datada de 4 de dezembro de 1996, a reserva foi classificada como uma área natural especialmente protegida de subordinação federal. Em 2011, a reserva de Taman–Zaporojskaya tornou-se subordinada à administração do krai de Krasnodar por ordem do Governo da Rússia n.º 685-r de 21 de abril de 2011.

## Fauna
A reserva é um importante local de repouso para aves, durante as migrações, cerca de 1 milhão de aves pararam na área da reserva até 2000 e cerca de 87 500 entre 2003 e 2006. Algumas espécies de aves encontradas na reserva incluem galeirão-comum (Fulica atra), ostraceiro-europeu (Haematopus ostralegus longipes), pato-real (Anas platyrhynchos), zarro-bastardo (Aythya marila) e zarro-comum (Aythya ferina). Além de aves, também existem animais aquáticos, como brema (Abramis brama), carpa-comum (Cyprinus carpio), esturjão-estrelado (Acipenser stellatus), esturjão-branco (Huso huso), golfinho-nariz-de-garrafa-do-mar-Negro (Tursiops truncatus ponticus), Alburnus chalcoides, Rutilus heckelii e Vimba vimba.

## Conservação
A reserva e algumas áreas adjacentes pertencem a uma área importante para a preservação de aves (IBA).
Em 19 de novembro de 2007, um desastre ecológico ocorreu no estreito de Querche. Um petroleiro com óleo combustível e quatro cargueiros com enxofre afundaram na costa da península de Chushka, resultando no derramamento de mais de 3 000 toneladas de óleo combustível e cerca de 7 000 toneladas de enxofre. A baía de Taman e algumas pequenas ilhas próximas a Chushka ficaram contaminadas e milhares de pássaros morreram.

## Galeria

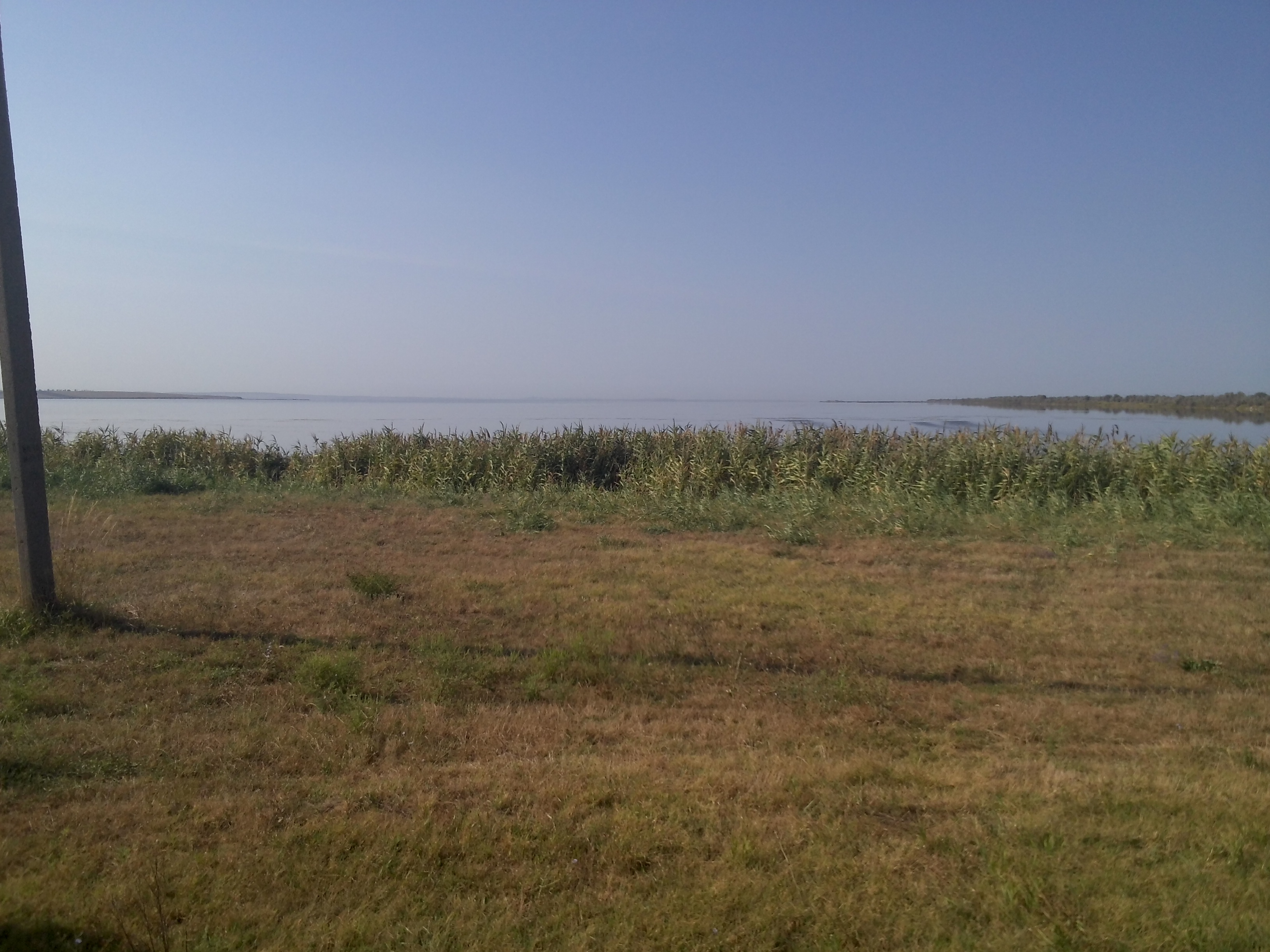
Baía de Dinskoy perto de Ilich
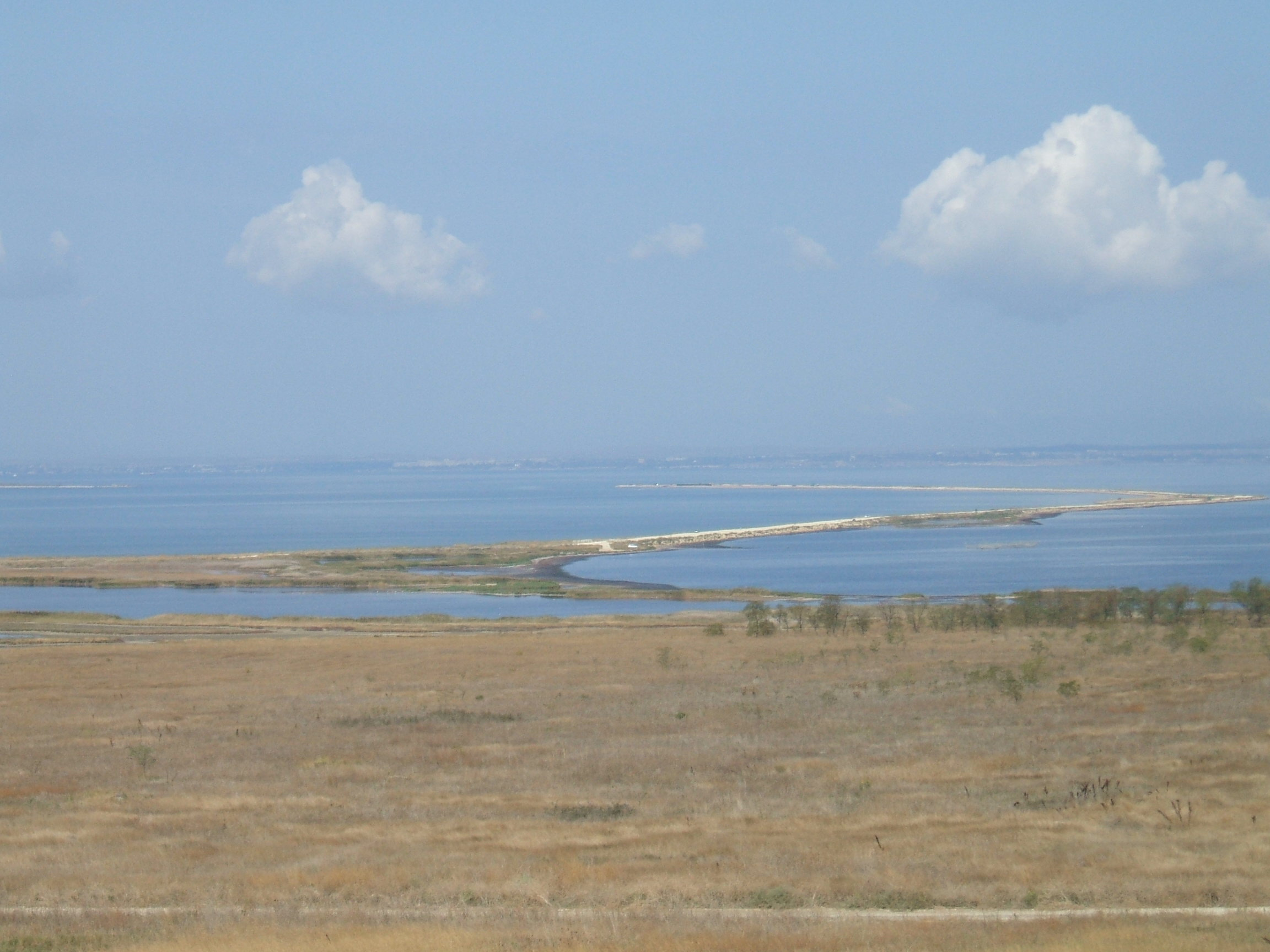
Cabo e península de Tuzla
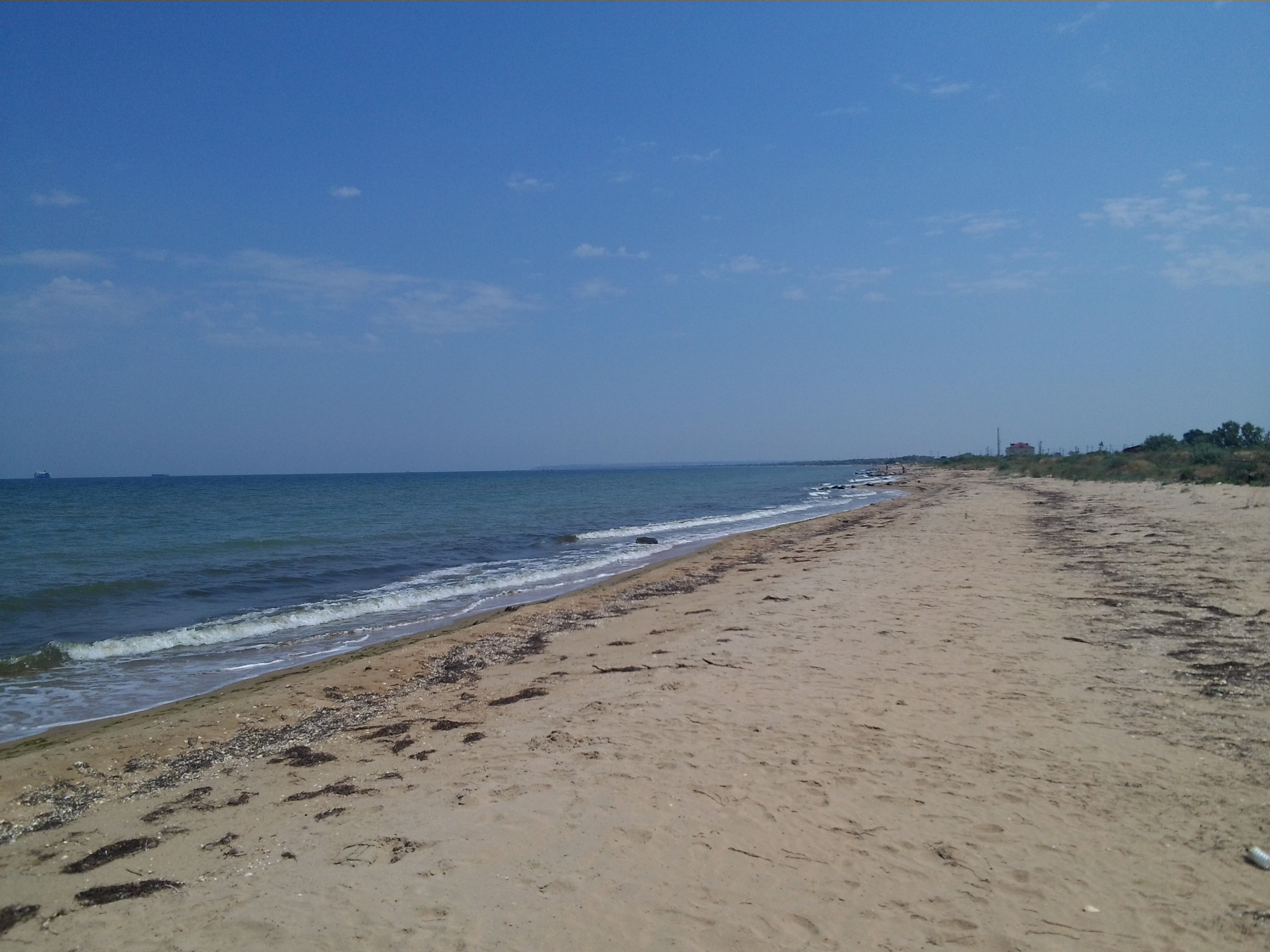
Litoral da península de Chushka